# Beamud
Beamud ist eine zentralspanische Gemeinde (municipio) mit 48 Einwohnern (Stand: 2024) im Osten der Provinz Cuenca in der Autonomen Region Kastilien-La Mancha. 

## Lage und Klima
Beamud liegt auf der Westseite des Iberischen Gebirges in einer Höhe von ca. 1390 m. Die Provinzhauptstadt Cuenca befindet sich gut 29 Kilometer (Fahrtstrecke) westsüdwestlich. Das Klima im Winter ist gemäßigt, im Sommer dagegen warm bis heiß. Regen (710 mm/Jahr) fällt das ganze Jahr über.

## Bevölkerungsentwicklung
| Jahr      | 1970 | 1981 | 1991 | 2001 | 2011 | 2021 |
| Einwohner | 259  | 135  | 103  | 100  | 57   | 39   |

## Sehenswürdigkeiten

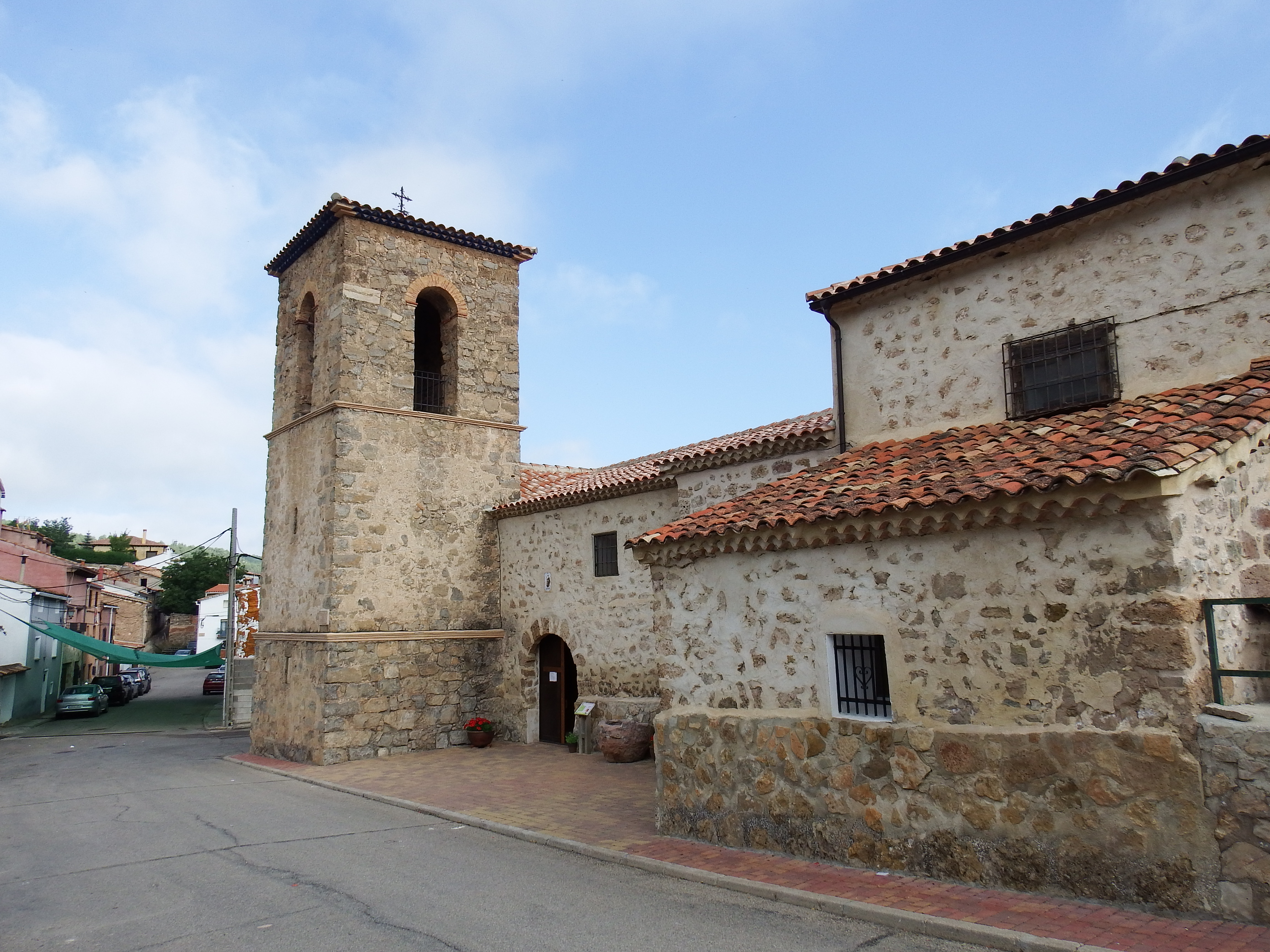
Jakobuskirche
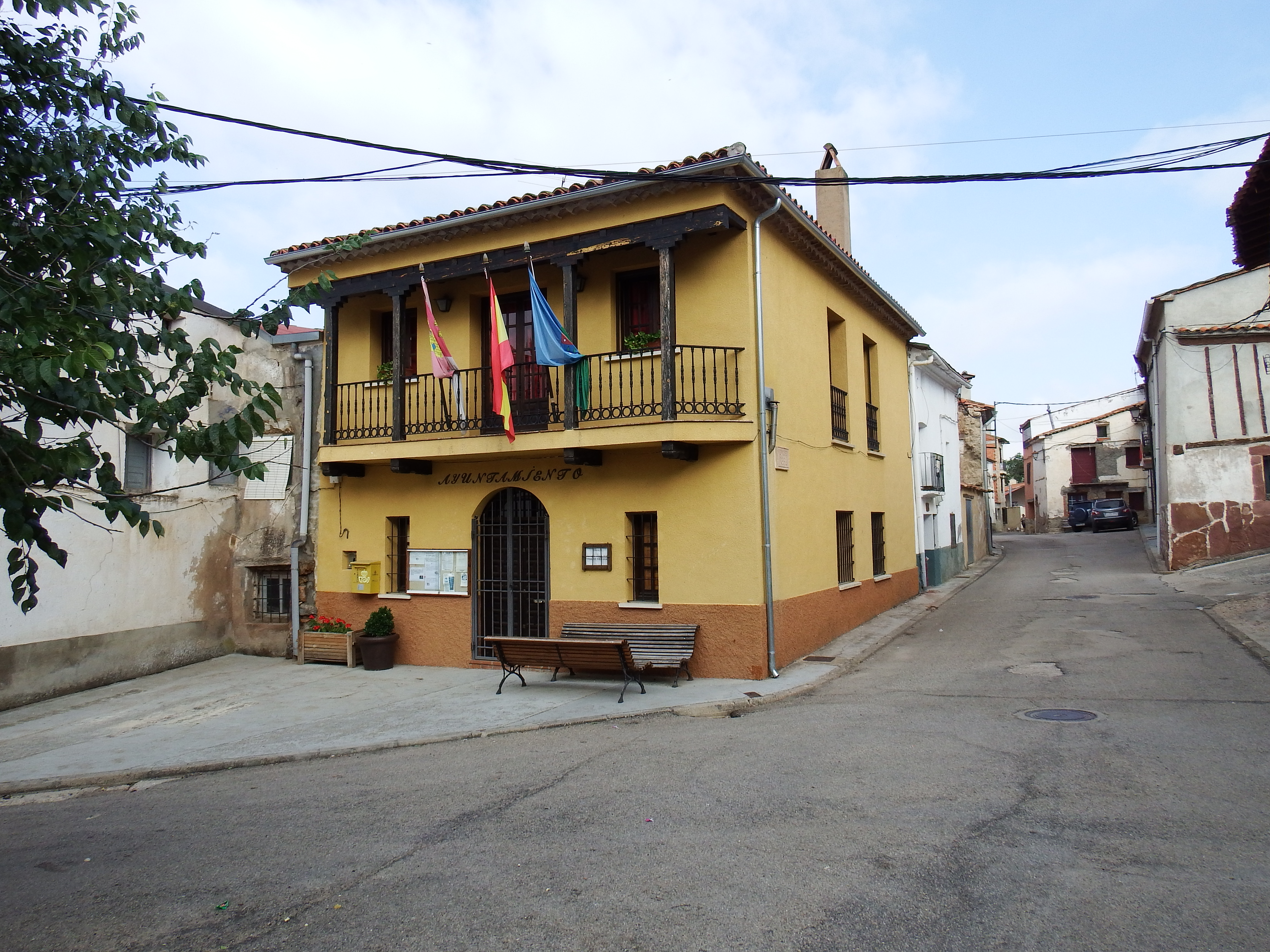
Rathaus

- Jakobuskirche
- Rathaus